# Newell (Dakota del Sud)
Newell è un comune degli Stati Uniti d'America, situato in Dakota del Sud, nella contea di Butte.